# Testssl.sh
Testssl.sh 是一個免費的命令列工具，可於本地端發起檢查任何連接埠上的伺服器服務是否支援 TLS/SSL 密碼、協定以及最近的SSL加密缺陷等，並依據安全性給予評級。
對於受限於防火牆而無法使用線上SSL檢測服務的伺服器，可自我檢測。類似作用軟體有 Nmap NSE、SSLyze、 pySSLScan、 CipherScan、MassBleed 等。